# Cuco Sánchez
Cuco Sánchez   (Altamira, 3 de maig de 1921 - Ciutat de Mèxic, 5 d'octubre de 2000) va ser un cantant, compositor, guitarrista i actor mexicà. És un dels cantants més populars i prolífics de Mèxic i va publicar la majoria dels seus senzills i àlbums d'estudi amb Columbia Records. També va actuar en pel·lícules i sèries de televisió.

## Biografia
Sánchez va néixer a Altamira, una ciutat portuària del golf de Mèxic, fill de José Refugio Sánchez i Felipa Saldaña Cabello. Va començar a escriure versos de ben jove i després va aprendre a tocar la guitarra. El 1937, als 15 anys, va escriure la seva primera cançó d'èxit, «Mi chata», que va gravar el duet Las Serranitas. El mateix any va començar a cantar a l'emissora de ràdio XEW, on finalment va tenir el seu propi programa.
Algunes de les seves primeres cançons van ser «¡Qué rechulo es querer!», «Óigame, compadre» i «Yo también soy mexicano». Les seves cançons, més de 200, van ser interpretades i enregistrades per ell mateix i per diversos artistes com Pedro Infante, Miguel Aceves Mejía, La Panchita, Amalia Mendoza, Verónica Loyo, Flor Silvestre, Antonio Aguilar, Dora María, Lucha Villa, Vikki Carr, Linda Ronstadt, Selena Quintanilla i Chavela Vargas.

## Filmografia
- Anillo de compromiso (1951)
- Pablo y Carolina (1957)
- Socios para la aventura (1958)
- Sucedió en México (1958)
- La cucaracha (1959)
- Fallaste corazón (1968)
- Las chicas malas del padre Méndez (1970)